# Lady Sovereign
Louise Amanda Harman (nascida em 19 de dezembro de 1985), conhecida como Lady Sovereign, é uma rapper inglesa.

## Biografia
Filha de Lynette Allred e Aden Harman, Louise Amanda Harman tem outros dois irmãos Cloe (mais velha) e Richie (mais novo).
Sovereign foi criada em Chalkhill Estate, localizado no noroeste de Londres, em um conjunto habitacional conhecido por sua criminalidade. Apesar de crescer em um ambiente propicio à criminalidade, Sovereign se focou na união e amizade encontrada na comunidade de Chalkhill, tornando-se famosa, popularidade essa que mesmo jovem já tinha credibilidade de sobra em sua comunidade. Influenciada pelos álbuns do Salt-N-Pepa da sua mãe, Sovereign começou a escrever os seus próprios raps aos 14 anos. O início de sua carreira pode-se dizer que começou com a internet, onde sempre postava suas letras no fórum dos fãs do grupo So Solid Crew, em sua rimas contava sempre histórias sobre Chalkhill. Foi neste mesmo fórum que conheceu Frampster, que logo se tornou seu amigo, e posteriormente, seu DJ oficial.
Louise começou a postar suas músicas e fotos em vários sites. Não teve sucesso, o máximo que recebia eram críticas do tipo: "Você é branca. Você é uma garota. Você é britânica. Você é uma porcaria." Surgia então Lady Sovereign.
Aos 16 anos de idade, desistiu da escola e conseguiu um trabalho em uma série da MTV sobre a vida de um MC em ascendência que também desistiu da escola (Preston Manor). Ela convenceu os produtores que poderia fazer a trilha para a série. As demos chegaram nas mãos do produtor musical Medasyn. Ele a convidou para gravar com Frost P, Zuz Rock e Shystie para uma batalha de estilo livre entre MCs, homens contra mulheres, intitulada "The Battle" ("A Batalha"). Foi lançado em 2003 pela Casual Records. Por fim, todos os artistas que fizeram parte do projeto "The Battle" foram convidados a assinar com uma gravadora, incluindo Lady Sovereign.

### Carreira
"The Battle" iniciou uma sequência de singles que colocariam Sovereign nos holofotes. Enquanto "A Little Bit of Shhh!", "Random", "9 to 5" e "Ch Ching" estavam vendendo bem, versões "freestyle" somente para a Internet, como "Tango" e "Cheeky" estavam se tornando igualmente populares entre os amantes do rap. Em 2005, começou aparecendo na compilação de rap Run the Road - tanto como artista solo como em conjunto com The Streets - então juntou alguns singles e lançou EPVertically Challenged pela Chocolate Industries.
Encerrou o ano se encontrando com a estrelas do hip-hop de várias gravadoras.  Jay-Z pediu para Sovereign um freestyle antes de oferecer a ela uma contrato com a Def Jam. Jay-Z e Usher ficaram impressionados com o talento da jovem rapper. Com o single "Hoodie" liderando as paradas, Lady Sovereign lançou seu primeiro álbum completo, 
Public Warning, pela Def Jam, em 2006. Quando o grupo The Ordinary Boys lançou o single "Boys Will Be Boys", Lady Sovereign trouxe um remix de resposta, com a música e coro do original, mas com vocais quase todos seus na música "girls will be girls". Em maio de 2006, participou do single dos Ordinary Boys, "Nine2Five", uma versão remixada da sua própria música "9 to 5", com os créditos como "The Ordinary Boys vs Lady Sovereign." "Nine2Five" começou como número 38 no top 40 britânico enquanto era somente um single para download e pulou para o 6° quando ficou disponível em CD e vinil durante a semana seguinte, em 22 de maio de 2006. Essa foi a sua posição mais alta nas paradas até hoje e ajudou a atrair atenção da mídia para Lady Sovereign.
Lady Sovereign participou como anfitriã e porta-voz para o Adult Swim e para a Chocolate Industries, do programa Chocolate Swim.
Em 31 de outubro de 2006, o seu álbum de estreia, Public Warning, foi lançado, contendo "Random", "9 to 5", "Hoodie" e seu novo single, "Love Me or Hate Me", que foi lançado no mesmo dia.
Em 1 de agosto de 2006, o novo single de Lady Sovereign, "Love Me or Hate Me", uma colaboração com o produtor americano Dr. Luke, foi ao ar pelas rádios pela primeira vez na América do Norte, na Flow 93.5, no Canadá. A harmonia na música faz referência à música "I Can't Dance", da banda Genesis. Ela também é conhecida por "anã" (sua altura é de 1,55 m). Ela costuma responder: "Aqui fala oficialmente a maior anã do rap". Começou uma tour americana em 23 de outubro de 2006 e logo apareceu ao vivo no Late Show with David Letterman.
No final de 2006, "Love Me or Hate Me" tocou num comercial da Verizon Wireless, para o LG Chocolate. Ela também aparece na trilha sonora do jogo Need for Speed: Carbon, e também é a música tema para o show The Bad Girls Club. "9 to 5" também aparece em The Bad Girls Club e também está entre as dezenas de músicas que fazem a trilha sonora da versão para o Xbox360, do jogo da EA Sports, FIFA World Cup, lançado em 2006 e na trilha sonora de Ugly Betty. "Random" aparece na trilha sonora de Midnight Club 3: DUB Edition Remix. Em 17 de outubro de 2006 "Love Me or Hate Me" se tornou o primeiro vídeo feito por um artista britânico a alcançar o número 1 no programa Total Request Live, na sua versão original, americana. Ela gravou uma faixa para o novo álbum do The O.C., Music From The O.C. Mix 6 "Covering Our Tracks", onde ela canta "Pretty Vacant", do Sex Pistols.
Lady abriu os shows da última turnê da Gwen Stefani, The Sweet Escape Tour, em 2007.
Ao contrário de muitos artistas britânicos que cantam ou fazem rap com sotaque americano, Sovereign faz seus raps com um sotaque vindo da classe trabalhadora de Londres. Ela constantemente tira sarro dos seus colegas por tentarem soar como americanos nos seus trabalhos ("Some English MCs get it twisted/start sayin' 'cookies' instead of 'biscuits'." ["Alguns MCs britânicos se confundem/começam a dizer 'cookies' ao invés de 'biscuits'."]
Enquanto estava se apresentando no Studio B em Brooklyn, Nova York, Lady Sovereign disse à platéia que ela estava passando por problemas com dinheiro e batalhando contra a depressão, antes de sair do palco. Contudo, em uma performance seguinte no Avalon, em Los Angeles, ela completou seu set sem incidentes. Mais tarde, disse que foi simplesmente um dia ruim, e que ela é somente humana.
A rapper é homossexual.

## Discografia

### Álbuns
| Ano  | Capa | Álbum          | UK | EUA | EUA Rap | CAN |
| ---- | ---- | -------------- | -- | --- | ------- | --- |
| 2006 |      | Public Warning | 80 | 48  | 12      | -   |
| 2009 |      | Jigsaw         | -  | -   | -       | -   |

### EPs
| Ano  | Capa | Título                |
| ---- | ---- | --------------------- |
| 2006 |      | Vertically Challenged |
| 2006 |      | Blah Blah             |
| 2007 |      | Those Were The Days   |

### Singles

#### Singles Completos
| Ano  | Nome                                | Posição | Posição | Posição | Álbum                                   |
| Ano  | Nome                                | UK      | U.S.    | AUS     | Álbum                                   |
| ---- | ----------------------------------- | ------- | ------- | ------- | --------------------------------------- |
| 2005 | "Random"                            | 73      | -       | -       | Vertically Challenged EP Public Warning |
| 2005 | "9 to 5"                            | 33      | -       | -       | Public Warning                          |
| 2005 | "Hoodie"                            | 44      | -       | -       | Public Warning                          |
| 2006 | "Nine2Five" (vs. The Ordinary Boys) | 6       | -       | -       |                                         |
| 2006 | "Love Me or Hate Me"                | 26      | 45      | 48      | Public Warning                          |
| 2007 | "Those Were the Days"               | 88      | 67      | -       | Public Warning                          |

#### Singles promocionais
| Ano  | Nome                            |                                                |
| ---- | ------------------------------- | ---------------------------------------------- |
| 2004 | "Ch Ching (Cheque 1 2)"         | "The Battle" (com Frost P, Shystie & Zuz Rock) |
| 2005 | "A Little Bit of Shhh"          |                                                |
| 2006 | "Blah Blah" (com Kalie Burgess) |                                                |
| 2008 | "I Got You Dancing"             |                                                |
| 2009 | "So Human"                      |                                                |